# Projekt 206M
Projekt 206M (v kódu NATO třída Turya) byla třída křídlových torpédových člunů sovětského námořnictva z doby studené války. Celkem bylo postaveno čtyřicet jednotek této třídy. Do služby byly zařazeny v letech 1973–1985. Část jich byla prodána námořnictvům sovětských spojenců. Zahraničními uživateli třídy byla Etiopie, Kambodža, Kuba, Seychely, Vietnam.

## Stavba

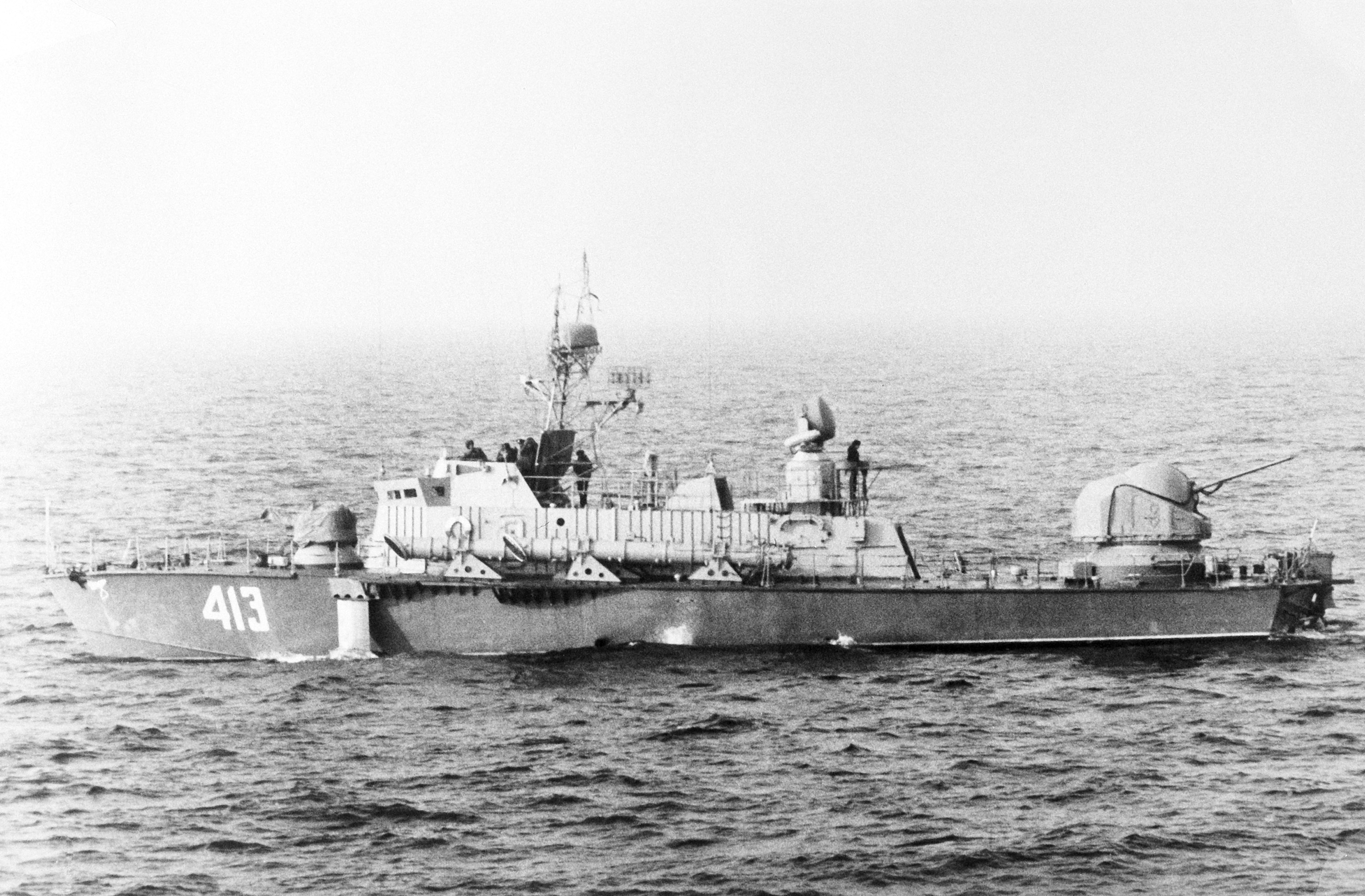
Sovětský torpédový člun projektu 206M T-117 (413) v roce 1985

Celkem bylo v letech 1974–1979 postaveno 40 člunů této třídy. Dělily se do dvou skupin. V letech 1973–1976 bylo dokončeno 24 člunů základní verze projekt 206M a v letech 1978–1985 dalších šestnáct člunů exportní verze projekt 206ME.

## Konstrukce
Trup a pohonný systém byly převzaty z třídy Osa II, trup však dostal pomocná křídla. Plavidla byla vybavena bojovým informačním systémem Dozor-1, navigačním radarem MR-206, radarem MR-102 Baklan a sonarem MG-329 Šeksna (sonar nenesla plavidla pro export). Výzbroj tvořil jeden 57mm dvojkanón AK-725 ve věži na zádi, jeden 25mm dvoukanón 2M-3M ve věži na přídi a čtyři 533mm jednohlavňové torpédomety OTA-53-206M (exportní verze OTA-53-206ME). Nesena byla čtyři torpéda (53-56V, 53-56VA, 53-65K, později USET-80). Dále mohlo být neseno až deset hlubinných pum. Pohonný systém tvořily tři diesely M-504B o celkovém výkonu 15 000 hp, roztáčející tři lodní šrouby s pevnými lopatkami. Nejvyšší rychlost dosahovala 44 uzlů. Dosah byl 1450 námořních mil při rychlosti čtrnáct uzlů a 600 námořních mil při rychlosti 37 uzlů.

## Uživatelé
Etiopie

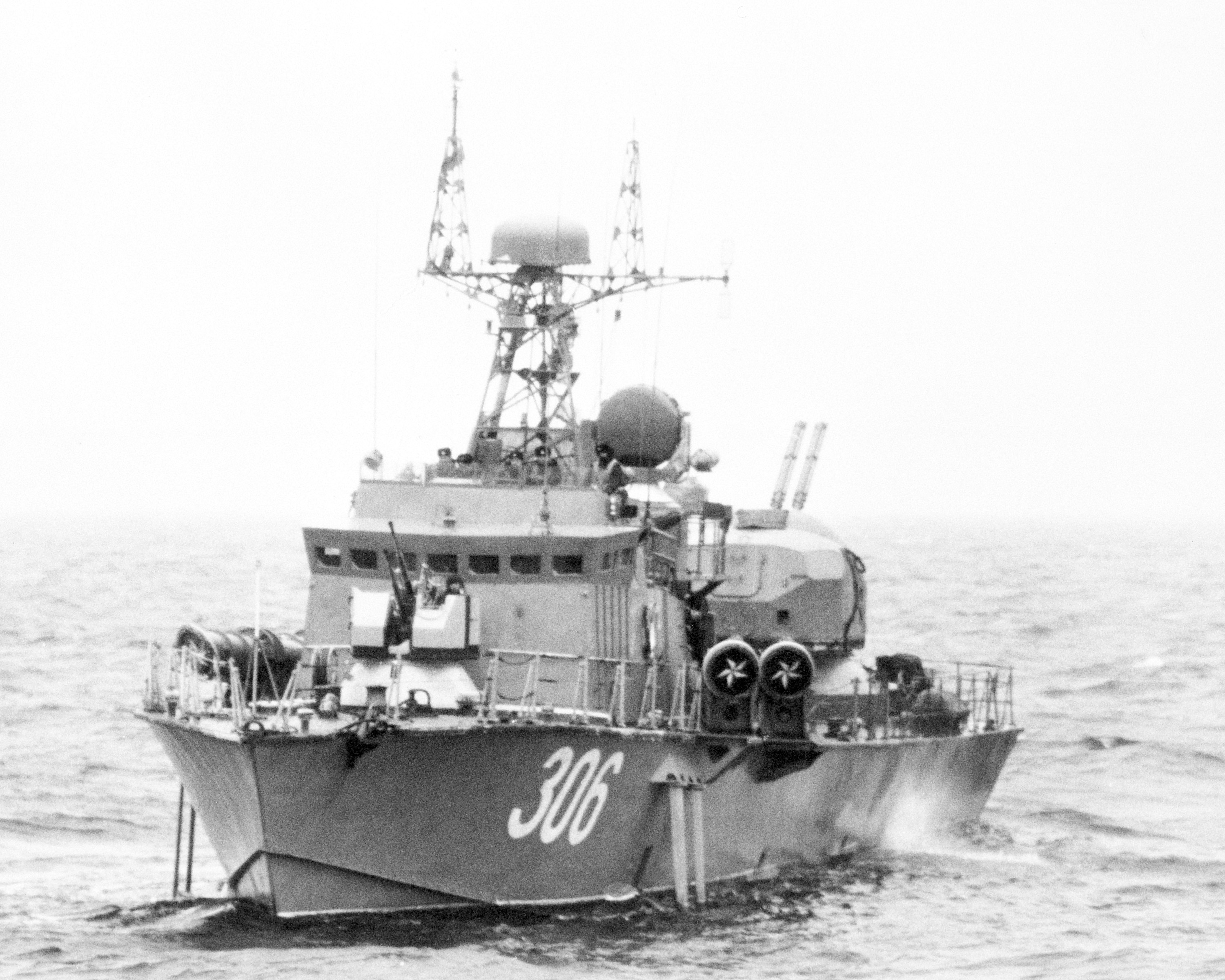
Sovětský torpédový člun projektu 206M

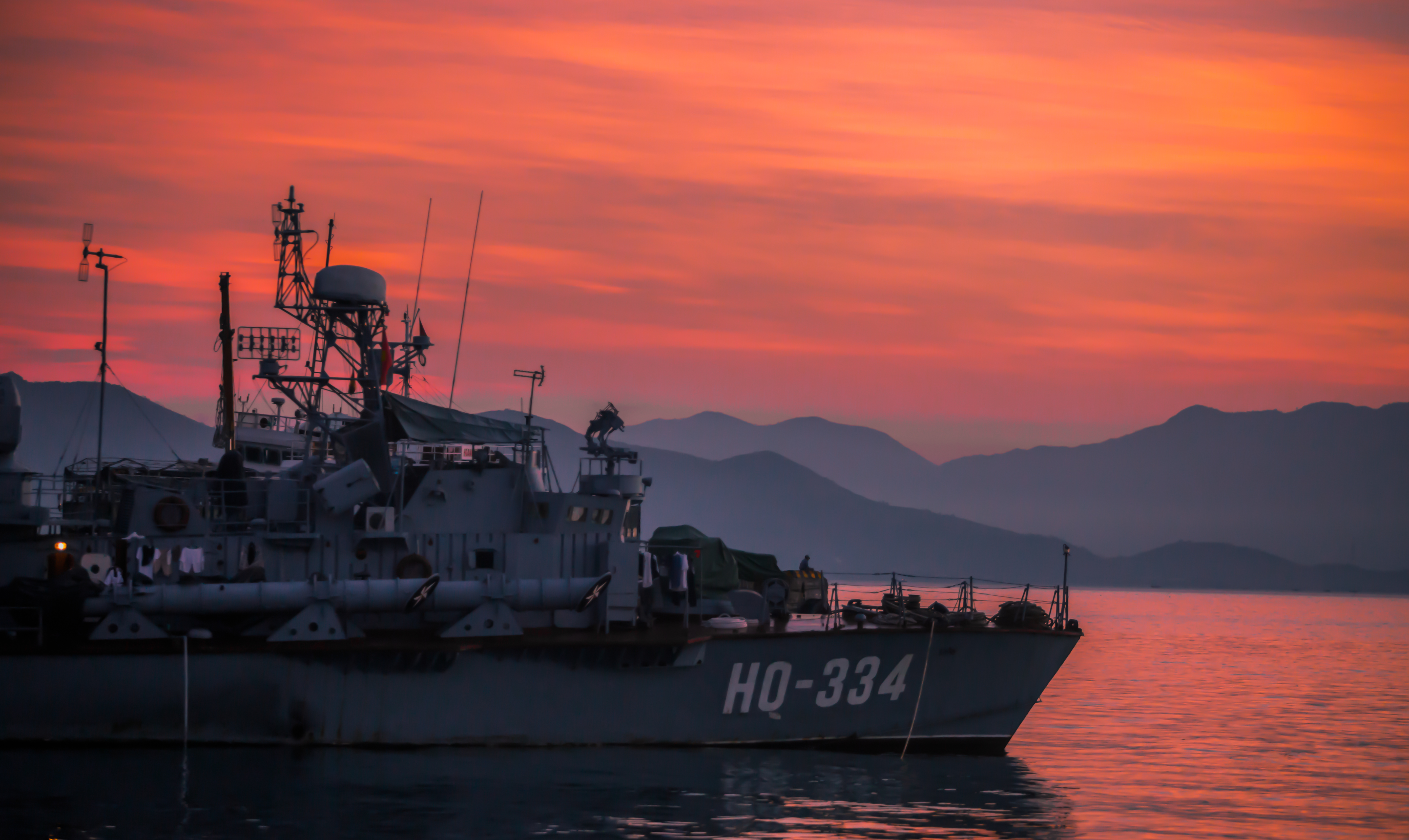
Vietnamský torpédový člun projektu 206ME HQ-334

- Etiopské námořnictvo – V letech 1985–1986 zařazeny dva čluny projektu 206ME. Byly označeny НTВ112 a НTВ113. Roku 1992 zničeny ve válce s Eritreou.[1]

 Kambodža
- Kambodžské námořnictvo – V letech 1984–1985 dodány dvě jednotky.[1]

 Kuba
- Kubánské revoluční námořnictvo – V letech 1979–1983 dodáno devět člunů.[1]

 Rusko
- Ruské námořnictvo

 Seychely
- V letech 1986–1995 provozován člun projektu 206M Zoroaster.[1]

 Sovětský svaz
- Sovětské námořnictvo

 Vietnam
- Vietnamské lidové námořnictvo – V letech 1984–1986 dodáno pět člunů projektu 206ME, pojmenovaných HQ-331 až HQ-335.[1]